# سفارت روسیه در کیف
سفارت روسیه در کیف (به لاتین: Embassy of Russia) یک سفارت در اوکراین است که در کی‌یف واقع شده است.